# Ministère de la Poste et des Nouvelles technologies de l'information
Le ministère de la Poste et des Nouvelles technologies de l'information au Niger est le ministère nigérien responsable des affaires postales et de l'arrimage du pays aux nouvelles technologies de l'information.  

## Description

### Siège
Le ministère de la Poste et des Nouvelles technologies de l'information  du Niger a son siège à Niamey.

### Attributions
Ce département ministériel du gouvernement nigérien est chargé des affaires du courrier et de la mise en œuvre de la politique gouvernementale du Niger pour les nouvelles technologies de l'information et de la communication.

### Ministres
Le ministre de la Poste et des Nouvelles technologies de l'information du Niger est Hassane Barazé Moussa.